# Marisa (slak)
Marisa is een geslacht van weekdieren uit de klasse van de Gastropoda (Slakken).

## Soorten
- Marisa cornuarietis (Linnaeus, 1758)
- Marisa planogyra Pilsbry, 1933